# Marele Premiu al Australiei din 2019
Marele Premiu al Australiei din 2019 (cunoscut oficial ca Formula 1 2019 Rolex Australian Grand Prix) a fost o cursă auto de Formula 1 ce s-a desfășurat pe 17 martie 2019 pe Circuitul Albert Park, din Melbourne, Australia. Cursa a fost prima etapă a Campionatului Mondial de Formula 1 al FIA din 2019 fiind pentru a 83-a oară când s-a desfășurat Marele Premiu al Australiei, a 24-a oară când s-a desfășurat pe acest circuit.
Cursa a fost câștigată de Valtteri Bottas de la Mercedes, urmat de Lewis Hamilton de la Mercedes și de Max Verstappen de la Red Bull Racing-Honda.

## Calificări
Calificările au avut loc pe 16 martie 2019 începând cu ora locală 17:00 (UTC+11), ora 08:00 EET.
| Poz.                  | Nr. | Pilot              | Constructor               | Timpi calificări | Timpi calificări | Timpi calificări | Grila finală |
| Poz.                  | Nr. | Pilot              | Constructor               | Q1               | Q2               | Q3               | Grila finală |
| --------------------- | --- | ------------------ | ------------------------- | ---------------- | ---------------- | ---------------- | ------------ |
| 1                     | 44  | Lewis Hamilton     | Mercedes                  | 1:22,043         | 1:21,014         | 1:20,486         | 1            |
| 2                     | 77  | Valtteri Bottas    | Mercedes                  | 1:22,367         | 1:21,193         | 1:20,598         | 2            |
| 3                     | 5   | Sebastian Vettel   | Ferrari                   | 1:22,885         | 1:21,912         | 1:21,190         | 3            |
| 4                     | 33  | Max Verstappen     | Red Bull Racing-Honda     | 1:22,876         | 1:21,678         | 1:21,320         | 4            |
| 5                     | 16  | Charles Leclerc    | Ferrari                   | 1:22,017         | 1:21,739         | 1:21,442         | 5            |
| 6                     | 8   | Romain Grosjean    | Haas-Ferrari              | 1:22,959         | 1:21,870         | 1:21,826         | 6            |
| 7                     | 20  | Kevin Magnussen    | Haas-Ferrari              | 1:22,519         | 1:22,221         | 1:22,099         | 7            |
| 8                     | 4   | Lando Norris       | McLaren-Renault           | 1:22,702         | 1:22,423         | 1:22,304         | 8            |
| 9                     | 7   | Kimi Räikkönen     | Alfa Romeo Racing-Ferrari | 1:22,966         | 1:22,349         | 1:22,314         | 9            |
| 10                    | 11  | Sergio Pérez       | Racing Point-BWT Mercedes | 1:22,908         | 1:22,532         | 1:22,781         | 10           |
| 11                    | 27  | Nico Hülkenberg    | Renault                   | 1:22,540         | 1:22,562         |                  | 11           |
| 12                    | 3   | Daniel Ricciardo   | Renault                   | 1:22,921         | 1:22,570         |                  | 12           |
| 13                    | 23  | Alexander Albon    | Scuderia Toro Rosso-Honda | 1:22,757         | 1:22,636         |                  | 13           |
| 14                    | 99  | Antonio Giovinazzi | Alfa Romeo Racing-Ferrari | 1:22,431         | 1:22,714         |                  | 14           |
| 15                    | 26  | Daniil Kveat       | Scuderia Toro Rosso-Honda | 1:22,511         | 1:22,774         |                  | 15           |
| 16                    | 18  | Lance Stroll       | Racing Point-BWT Mercedes | 1:23,017         |                  |                  | 16           |
| 17                    | 10  | Pierre Gasly       | Red Bull Racing-Honda     | 1:23,020         |                  |                  | 17           |
| 18                    | 55  | Carlos Sainz Jr.   | McLaren-Renault           | 1:23,084         |                  |                  | 18           |
| 19                    | 63  | George Russell     | Williams-Mercedes         | 1:24,360         |                  |                  | 19           |
| 20                    | 88  | Robert Kubica      | Williams-Mercedes         | 1:26,067         |                  |                  | 20           |
| Regula 107%: 1:27,758 |     |                    |                           |                  |                  |                  |              |
| Sursa:                |     |                    |                           |                  |                  |                  |              |

## Cursa
Cursa a avut loc pe 17 martie 2019 începând cu ora locală 16:00 (UTC+11), ora 07:00 EET, și a durat 58 de tururi.
| Poz.                                                                   | Nr. | Pilot              | Constructor               | Tururi | Timp/Retras | Grilă | Puncte |
| ---------------------------------------------------------------------- | --- | ------------------ | ------------------------- | ------ | ----------- | ----- | ------ |
| 1                                                                      | 77  | Valtteri Bottas    | Mercedes                  | 58     | 1:25:27,325 | 2     | 26     |
| 2                                                                      | 44  | Lewis Hamilton     | Mercedes                  | 58     | +20,886     | 1     | 18     |
| 3                                                                      | 33  | Max Verstappen     | Red Bull Racing-Honda     | 58     | +22,520     | 4     | 15     |
| 4                                                                      | 5   | Sebastian Vettel   | Ferrari                   | 58     | +57,109     | 3     | 12     |
| 5                                                                      | 16  | Charles Leclerc    | Ferrari                   | 58     | +58,203     | 5     | 10     |
| 6                                                                      | 20  | Kevin Magnussen    | Haas-Ferrari              | 58     | +1:27,156   | 7     | 8      |
| 7                                                                      | 27  | Nico Hülkenberg    | Renault                   | 57     | +1 tur      | 11    | 6      |
| 8                                                                      | 7   | Kimi Räikkönen     | Alfa Romeo Racing-Ferrari | 57     | +1 tur      | 9     | 4      |
| 9                                                                      | 18  | Lance Stroll       | Racing Point-BWT Mercedes | 57     | +1 tur      | 16    | 2      |
| 10                                                                     | 26  | Daniil Kveat       | Scuderia Toro Rosso-Honda | 57     | +1 tur      | 15    | 1      |
| 11                                                                     | 10  | Pierre Gasly       | Red Bull Racing-Honda     | 57     | +1 tur      | 17    |        |
| 12                                                                     | 4   | Lando Norris       | McLaren-Renault           | 57     | +1 tur      | 8     |        |
| 13                                                                     | 11  | Sergio Pérez       | Racing Point-BWT Mercedes | 57     | +1 tur      | 10    |        |
| 14                                                                     | 23  | Alexander Albon    | Scuderia Toro Rosso-Honda | 57     | +1 tur      | 13    |        |
| 15                                                                     | 99  | Antonio Giovinazzi | Alfa Romeo Racing-Ferrari | 57     | +1 tur      | 14    |        |
| 16                                                                     | 63  | George Russell     | Williams-Mercedes         | 56     | +2 tururi   | 19    |        |
| 17                                                                     | 88  | Robert Kubica      | Williams-Mercedes         | 55     | +3 tururi   | 20    |        |
| Ab                                                                     | 8   | Romain Grosjean    | Haas-Ferrari              | 29     | Roată       | 6     |        |
| Ab                                                                     | 3   | Daniel Ricciardo   | Renault                   | 28     | Accident    | 12    |        |
| Ab                                                                     | 55  | Carlos Sainz Jr.   | McLaren-Renault           | 9      | Motor       | 18    |        |
| Cel mai rapid tur: Valtteri Bottas (Mercedes) — 1:25,580 (în turul 57) |     |                    |                           |        |             |       |        |
| Sursa:                                                                 |     |                    |                           |        |             |       |        |

Note
- ^1 – Include 1 punct pentru cel mai rapid tur

## Clasamentele campionatelor după cursă
| Poz.   | Pilot            | Puncte |
| ------ | ---------------- | ------ |
| 1      | Valtteri Bottas  | 26     |
| 2      | Lewis Hamilton   | 18     |
| 3      | Max Verstappen   | 15     |
| 4      | Sebastian Vettel | 12     |
| 5      | Charles Leclerc  | 10     |
| Sursa: |                  |        |

| Poz.   | Constructor           | Puncte |
| ------ | --------------------- | ------ |
| 1      | Mercedes              | 44     |
| 2      | Ferrari               | 22     |
| 3      | Red Bull Racing-Honda | 15     |
| 4      | Haas-Ferrari          | 8      |
| 5      | Renault               | 6      |
| Sursa: |                       |        |

- Notă: Doar primele cinci locuri sunt prezentate în ambele clasamente.